# Aphrastochthonius pachysetus
Espèce
Aphrastochthonius pachysetus est une espèce de pseudoscorpions de la famille des Chthoniidae.

## Distribution
Cette espèce est endémique du Nouveau-Mexique aux États-Unis. Elle se rencontre dans la grotte Doc Brito Cave dans le comté d'Eddy.

## Description
La femelle holotype mesure 1,50 mm.

## Publication originale
- Muchmore, 1976 : Aphrastochthonius pachysetus, a new cavernicolous species from New Mexico (Pseudoscorpionida, Chthoniidae). Proceedings of the Biological Society of Washington, vol. 89, p. 361-364 (texte intégral).